# Desmanthus
Desmanthus é um género botânico pertencente à família Fabaceae.